# Chromatomyia pseudomilii
Chromatomyia pseudomilii este o specie de muște din genul Chromatomyia, familia Agromyzidae, descrisă de Griffiths în anul 1980. Conform Catalogue of Life specia Chromatomyia pseudomilii nu are subspecii cunoscute.